# Лінія Тразімено

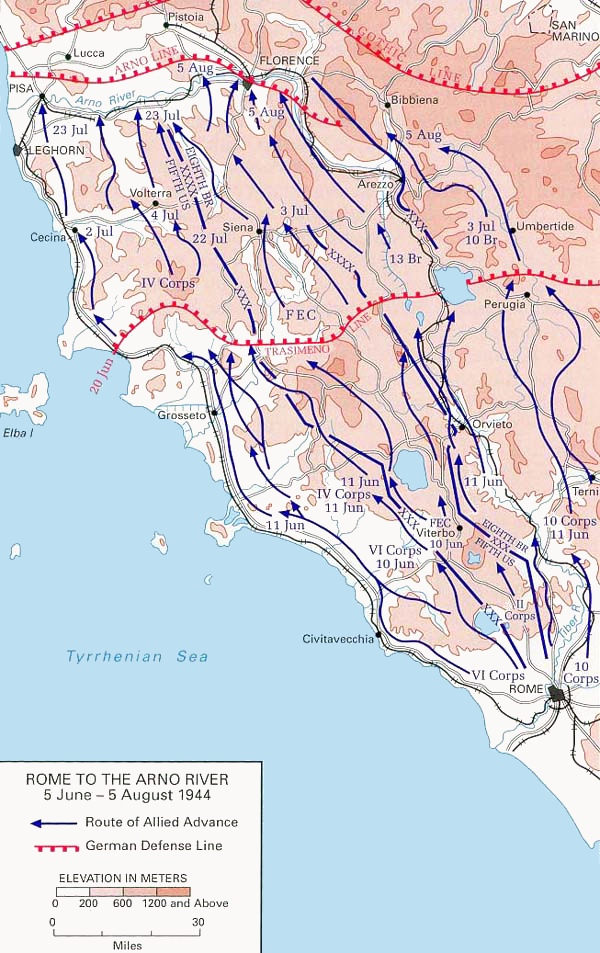
Карта просування союзних військ після опанування Риму поздовж західного узбережжя Італії від столиці до Готської лінії. Лінія Тразімено — перша оборонна лінія північніше Риму

Лінія Тразімено (нім. Trasimene Linie) — проміжний оборонний рубіж військ німецького Вермахту в західній частині Центральної Італії за часів Другої світової війни. Оборонна лінія, що отримала назву на честь італійського озера Тразімено, поблизу якого сталася славетна битва часів Другої Пунічної війни 217 до н. е., слугувала основним рубежем стримання наступу англо-американських військ у ході Італійської кампанії, після того, як вони опанували Рим і намагалися продовжити рух вперед на північ Апеннінського півострову. Іноді в документах ця лінія носила назву — «лінія Альберта», на честь німецького головнокомандувача Головнокомандування Вермахту «Південний Захід», генерал-фельдмаршала Альберта Кессельрінга.
Бої на цій оборонній лінії дозволили німцям затримати просування союзних військ на північ майже на місяць. 14-та польова армія генерал-полковника Е.фон Маккензена у взаємодії з 10-ю армією генерала Г. фон Фітингоф своїми діями дали можливість основним силам Головнокомандування Вермахту «Південний Захід» перейти до оборони на головному рубежі німецької оборони — на Готській лінії.

## Зміст
4 червня 1944, союзники опанували столицю Італії Рим, що сталося після прориву військ фельдмаршала Г.Александера біля Кассіно та Анціо в ході операції «Діадема» у травні 1944, німецькі 14-та та 10-та армії почали відступати у північному напрямку: 14-та генерала фон Маккензена відходила поздовж тірренського узбережжя і 10-та через центральну Італію та адріатичного узбережжя країни. Темп відходу німецьких військ був високий, між їх арміями та союзниками утворився величезний розрив; англо-американські формування просувалися по 10 км на день, місцями фланги обох армій Вермахту не були прикрити, існувала загроза їх оточення.
6 червня фельдмаршал Г.Александер, головнокомандувач усіма військами антигітлерівської коаліції в Італії, отримав від Верховного Головнокомандувача союзними військами у Середземномор'ї генерала сера Генрі Вілсона наказ прискорити просування своїх військ і якомога швидше подолати відстань 170 миль до оборонних позицій німців між Пізи до Ріміні (рубежі Готської лінії) та не дати ворогу можливості надійно закріпитися на цьому рубежі й створити ще один фортифікаційний рубіж на кшталт Зимової лінії.
5-та американська армія генерала М.Кларка з VI-м корпусом, як передовими силами наступаючих військ, вирушала з боями поздовж узбережжя та італійського шосе № 1, в той час, як II-й корпус наступав поздовж шосе № 2 в напрямку на Вітербо. На правому фланзі американських військ у голові британської 8-ї армії, на північ рвався XIII-й корпус, який наступав по шосе № 3 на Терні та Перуджа, на самому крайньому правому фланзі, поздовж адріатичного берега Італії йшов V-й корпус британської армії.
Німецький головнокомандувач генерал-фельдмаршал А.Кессельрінг, протягом 2-х тижнів, демонструючи дивовижні та незвичні тактичні й оперативні навички і вміння, спромігся маневрувати своїми виснаженими й, по суті, розгромленими формуваннями таким чином, що його війська не потрапили у пастку, запобігли оточення й вийшли на оборонні позиції поблизу Тразіменського озера. Цьому в значній мірі допомогла плутанина у керівництві союзників, коли вони розпочали ротацію своїх формувань, що наступали. II-й і VI-й корпуси замінялися американським IV-м корпусом і Французьким експедиційним корпусом, британський X-й корпус також був введений у бойові порядки на правому фланзі XIII-го корпусу, у той час, як війська V-го корпусу змінювалися підрозділами польського II-го корпусу.
Наприкінці червня союзні війська вийшли до лінії Тразімено, де на них вже чекали німецькі війська, що спромоглися міцно закріпитися на оборонних позиціях та рубежах. XIV-й танковий корпус фон Зенгера 14-ї польової армії відразу вступив у бій з передовими підрозділами IV-го американського корпусу на західному березі, а I-й парашутний корпус А. Шлемма зупинив рух формувань Французького експедиційного корпусу. XIII-му й X-му британським корпусам протистояв LXXVI-й танковий корпус Трауготта Херра, у той час, як польським військам чинив опір LI-й гірський корпус В.Фюрштайна на адріатичному узбережжі.
Найпотужніші фортифікаційні укріплення були споруджені німцями поблизу озера Тразімено, де 17 червня 1944 78-ма британська дивізія XIII-го корпусу вступила у запеклі бої з супротивником поблизу Читта-делла-П'єве й 21 червня поблизу Сан-Фатуччіо. Тільки 24 числа британцям вдалося подолати спротив ворога та прорватися на північ, де з'єднатися з 4-ю Індійською та 10-ю Індійською дивізіями X-го британського корпусу. Німцям довелося відступати на Ареццо.
IV-й корпус поступово з боями також просувався крізь оборонні перепони німців і 1 липня зміг форсувати річку Чечина та прорватися до Ліворно. Французькі ж війська надовго зав'язли у боях на річці Орча на захід від озера Тразімено й билися тут до того часу, доки німецькі парашутисти не відступили 3 липня до Сієни.